# Дневен температурен градиент
Дневният температурен градиент представлява мярка за промяна на дневната температура по определена зависимост. Общия градиент от подходяща начална дата се използва за планиране на засаждането на култура и контрол на вредители (животни).Седмични или месечни данни за градиента могат също да се използват като енергиен мониторинг и целенасочена схема за наблюдение на разходите за отопление и охлаждане на сгради, управлявани с климатичен контрол, докато годишните данни могат да се използват за оценка на бъдещите разходи.

## Зависимости
Дневният температурен градиент се изчислява като интеграл на функция от време, която обикновено варира с температура. Функцията е съкратена до горните и долните граници, които се различават в зависимост от организма, или до граници които са подходящи за контрол на климата. Функцията може да бъде оценена или измерена по един от следните методи. Във всеки случай чрез препратка към избрана „базова температура“:
- Чести измервания и непрекъснато интегриране на температурния дефицит или излишък;
- Третиране на температурния профил на всеки ден като синусова вълна с амплитуда, равна на температурната промяна на деня, измерена от T max и T min, и сумиране на дневните резултати;
- Както по-горе, но изчисляване на дневната разлика между средната температура и основната температура;
- Както предишните, но с модифицирани формули на дните, когато максималната и минималната превишават основната температура.

Нулева степен на интензивност в енергийното потребление е когато енергията за отопление или охлаждане е минимална. Това е полезно за енергийните компании при предвиждането на сезонните ниски енергийни нужди.

## Статистика
Дните за отопление са типични показатели за потреблението на енергия за домакинствата. Температурата на въздуха в сградата е средно 2 – 3 °C по-висока от тази на въздуха отвън. Температура от 18 °C на закрито съответства на външна температура от около 15,5 °C. Ако температурата на въздуха отвън е под 15,5 °C, то тогава е необходимо отопление, за да се поддържа температура около 18 °C. Ако външната температура е 1 °C, -1 ° под средната температура се отчита като една единица за градиента. Сумата от градиентите през периоди като месец или цял отоплителен сезон се използва за изчисляване на количеството на енергия за отопление на сградата. Температурните градиенти се използват за прогноза на използването на климатици по време на топлия сезон.

## Канада

### градиент на цъфтежа
Температурният градиент се основава на разлика от 5 °C тъй като типичният растеж на растенията спира под тази температура. Растежът на растенията е наблюдаван и е свързван с етапа на растеж и броя на дните с подходяща температура. Много растения плодят след определен брой цикли на промени в температурата, като ягодите например. Други растения обаче, наречени детерминистични, ще плодят въз основа на времето през годината, което се определя от броя на слънчевите дни. Пример са Великденски лилии или Коледен кактус. 
Посочената публикация показва сложността на растежа на растенията и градиента. 

## Съединените щати
В Съединените щати се използва опростен метод за изчисляване на дните за отопление и охлаждане. Средната дневна температура по Фаренхайт и номинална температура от 65 °F се използват често.
Т max + Т min2
Ако средната дневна температура е 65 °F, не се отчитат градиентните стойности. Ако средната дневна температура е по-ниска 65 °F, дните се отчитат като дни за отопление. Ако средната дневна температура е над 65 °F, се броят като дни за охлаждане. Градиентните температурни коефициенти за отопление и охлаждане се обобщават отделно, за да се изчислят месечните, сезонните годишни общи дни за отопление и охлаждане. Дневните температурни градиенти са в тясна връзка с потреблението на енергия за отопление и охлаждане.